# Рамон-Кампања (Тревизо)
Рамон-Кампања је насеље у Италији у округу Тревизо, региону Венето.
Према процени из 2011. у насељу је живело 592 становника. Насеље се налази на надморској висини од 68 м.